# خسوس ارادا
خسوس ارادا (اسپانیایی: Jesús Herrada‎؛ زادهٔ ۲۶ ژوئیهٔ ۱۹۹۰) دوچرخه‌سوار اهل اسپانیا است.
از باشگاه‌هایی که در آن رکاب زده‌است می‌توان به تیم موویستار و تیم دوچرخه‌سواری کوفیدیس اشاره کرد.